# باسكال سايمون
باسكال سايمون (بالفرنسية: Pascal Simon)‏ مواليد 27 سبتمبر 1956 في فرنسا، هو دراج فرنسي سابق في صنف سباق الدراجات على الطريق.

## سجل النتائج

### سباقات أو مراحل فاز بها
- طواف فرنسا

## وصلات خارجية
- الموقع الرسمي

## روابط خارجية
- باسكال سايمون على موقع أرشيف الدراجات (الإنجليزية)
- باسكال سايمون على موقع إحصائيات الدراجات الإحترافية (الإنجليزية)
- باسكال سايمون على موقع CycleBase (الإنجليزية)